# Sjöbopartiet
Sjöbopartiet är ett högerpopulistiskt politiskt parti i Sjöbo kommun. 

## Historik
Partiet grundades 1991 av Sven-Olle Olsson, sedan denne uteslutits ur Centerpartiet i samband med en folkomröstning om Sjöbos flyktingmottagande 1988. Partiet blev en inspirationskälla för såväl Ny demokrati som Sverigedemokraterna, varav de senare också använde sig av slagordet "Sjöbo visar vägen". Sedan Sverigedemokraterna tog plats i kommunfullmäktige har de dock hamnat i fejd med Sjöbopartiet, vilka betraktas som alltför moderata.
Nuvarande partiordförande är Johan Söderlin. Partiet satt fram till 2022 i kommunfullmäktige i Sjöbo. Partiet ställde även upp i val till Europaparlamentet. Partiet har också ställt upp i lokalvalet i Kristianstads kommun, men avdelningen där har bytt namn till Kristianstadbygdens Framtid. Partiet beslutade att inte ställa upp i valet 2022.

## Ordförande
- 1991 - 2002: Sven-Olle Olsson
- 2002 - 200?: Bo Nilsson
- 200? - 2010: Nils-Ingvar Nilsson
- 2010 - : Johan Söderlin

## Valresultat

### Sjöbo kommun
| År   | Röster    | %     | Antal mandat |
| ---- | --------- | ----- | ------------ |
| 1991 | –         | 1,4   | 1 av 49      |
| 1994 | –         | 31,8  | 16 av 49     |
| 1998 | –         | 15,6  | 8 av 49      |
| 2002 | 1 763     | 18,3  | 9 av 49      |
| 2006 | 1 450     | 14,18 | 7 av 49      |
| 2010 | 1 267     | 11,41 | 6 av 49      |
| 2014 | 844       | 7,16  | 4 av 49      |
| 2018 | 601       | 4,84  | 2 av 49      |
| 2022 | Deltog ej | –     | 0 av 49      |

### Riksdagen
| År   | Röster | %      | Mandat   |
| ---- | ------ | ------ | -------- |
| 1991 | 27 635 | 0,51 % | 0 av 349 |
| 1994 | 8 647  | 0,16 % | 0 av 349 |